# Eqrem Libohova
Eqrem Libohova, född den 24 februari 1882 i Gjirokastra i Albanien, död den 7 juni 1948 i Rom i Italien, var en albansk politiker.